# Конопляний Яр
Конопляний Яр інша назва Плотва — річка в Луганській області, ліва притока Борової. Довжина річки 20 км, площа водозбірного басейну 112км², похил 3,3 м/км.
Витік річки розташований на північ від села Чабанівка. Тече на північ, в сторону села Орлівка, потім повертає на захід. В селі Михайлівка впадає у Борову.